# Heinrich Meyer-Bürdorf
Heinrich Hermann „Heinz“ Meyer, ab 15. März 1939 Heinrich Meyer-Bürdorf (* 13. Dezember 1888 in Kassel; † 1. Mai 1971 in Kassel-Wilhelmshöhe) war ein deutscher Offizier, zuletzt General der Artillerie im Zweiten Weltkrieg.

## Leben
Meyer-Bürdorf diente als Offizier im Ersten Weltkrieg. Mit dem Ausbruch des Zweiten Weltkriegs am 10. September 1939 wurde er zum Kommandeur des 720. Artillerieregiments ernannt und am 1. Oktober 1939 erhielt er den Rang eines Generalmajors. Am 1. Februar 1940 wurde er zum Kommandeur des 27. Artilleriekommandos (Arco 27) ernannt, mit dem er am Frankreichfeldzug teilnahm. Am 1. Oktober 1940 wurde er zum Kommandeur der 131. Infanterie-Division, die er an Ostfront, als Teil der Heeresgruppe Mitte, führte. Am 1. Oktober 1941 erhielt er den Rang eines Generalleutnants. Am 15. November 1941 wurde ihm das Ritterkreuz des Eisernen Kreuzes verliehen. Bis Januar 1944 befehligte er die 131. Infanteriedivision an der Ostfront. Am 9. Oktober 1942 wurde er mit dem Deutschen Kreuz in Gold ausgezeichnet. Am 10. Januar 1944 legte er das Kommando über die Division nieder und wurde am 1. Februar 1944 zum Kommandeur der Artillerie des Oberbefehlshabers West ernannt. Am 20. April 1945 erhielt er den Rang eines Generals der Artillerie.

## Auszeichnungen
- Eisernes Kreuz (1914) II. und I. Klasse
- Spange zum Eisernen Kreuz II. und I. Klasse
- Deutsches Kreuz in Gold am 9. Oktober 1942
- Ritterkreuz des Eisernen Kreuzes am 15. November 1941[2][3]